# Лихолат Андрій Васильович
Андрій Васильович Лихолат (29 листопада (12 грудня) 1914, Розсохуватка — 16 грудня 1993, Київ) — український радянський історик, дослідник історії України XX століття та історії СРСР, доктор історичних наук (з 1963 року), професор (з 1978 року).

## Біографія
Народився 29 листопада (12 грудня) 1914 року в селі Розсохуватці (тепер Катеринопільського району Черкаської області). У 1935–1940 роках навчався на історичному факультеті Київського державного університету. Член ВКП(б) з 1939 року. У 1940 році вступив до аспірантури Київського університету по кафедрі історії України. Цього ж року був направлений до Москви на навчання у Вищій партійній школі при ЦК ВКП(б).
Під час німецько-радянської війни був керівником пропагандистської групи ЦК ВКП(б). Протягом 1942–1957 років працював у апараті ЦК ВКП(б)/КПРС, де пройшов шлях від інструктора до завідувача сектором суспільних наук відділу науки і вузів ЦК КПРС. Регулярно друкувався в центральній пресі з питань ідеологічної роботи та історичної науки. У 1957 році захистив  кандидатську дисертацію на тему «Боротьба українського народу під керівництвом більшовицької партії проти петлюрівської Директорії». У 1948 році опублікував монографію «Разгром буржуазно-националистической Директории», 1954 — «Разгром националистической контрреволюции на Украине (1917–1922 гг.)» (у 1955 році перекладена українською мовою). За час роботи в апараті ЦК КПРС брав участь у підготовці партійних документів, що визначали напрями розвитку історичної науки в СРСР, зокрема — тез ЦК КПРС «300-ліття возз'єднання України з Росією», про 40-річчя Жовтневого перевороту в Петрограді 1917, про 50-річчя революції 1905–1907, рішення ЦК КПРС про журнал «Вопросы истории» (1957), про стан розробки історії народів СРСР та інше.
У 1957 році направлений на наукову роботу в Київ у Інститут історії партії при ЦК Компартії України — філію Інституту марксизму-ленінізму при ЦК КПРС, очолив сектор публікації історико-партійних документів. У 1961–1993 роках працював в Інституті історії АН УРСР (нині Інститут історії України НАН України) — старшим науковим співробітником відділу історії Великої Жовтневої соціалістичної революції та громадянської війни, завідувачем відділу історії комуністичного будівництва, провідним науковцем.
Жив в Києві в будинку по вулиці Володимирській, 19, квартира 31. Помер в Києві 16 грудня 1993 року.

## Наукова діяльність
Досліджував питання історії Великої Жовтневої соціалістичної революції і громадянської війни в Україні, а також історії соціалістичного будівництва в УРСР. Написав понад 20 монографій, серед них типові для радянської історіографії 1970—1980-х років праці:
- «Под ленинским знаменем дружбы народов: Единство действий трудящихся Украины и России в борьбе за победу и укрепление Советской власти» (1970);
- «Содружество народов СССР в борьбе за построение социализма» (1976);
- «Национализм — враг трудящихся» (1986) та інше.

Брав участь як член редколегії, відповідальний редактор і автор у виданні багатотомних праць:
- «Історія Української РСР» у 8-ми томах, 10-ти книгах (1977–1979);
- «Історія Києва» в 3-х томах, 4-х книгах (1986–1987) та інше.

Під його керівництвом підготовлено 15 кандидатів і 5 докторів історичних наук.

## Відзнаки
Нагороджений орденом Вітчизняної війни, медалями, грамотою ЦВК СРСР. Лауреат премії імені Д. З. Мануїльського АН УРСР (1978) та Державної премії УРСР в галузі науки і техніки (1980; за восьмитомну працю «Історія Української РСР»). Заслужений діяч науки УРСР (з 1984 року).